# Neurophyseta completalis
Neurophyseta completalis là một loài bướm đêm trong họ Crambidae.